# Porcia

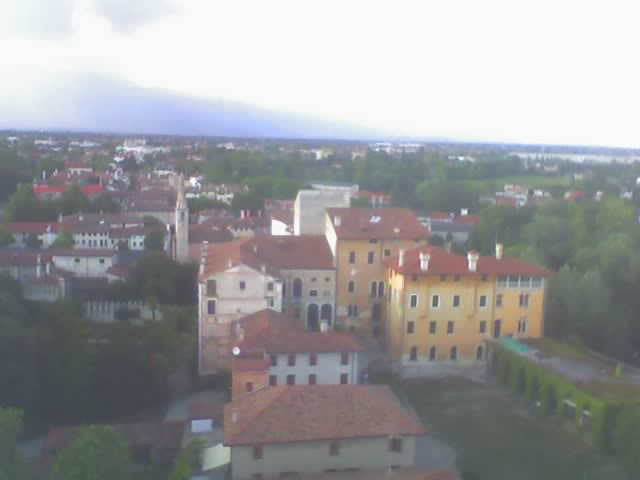
Veduta di Porcia dall'alto

Porcia (pronuncia Porcìa, con l'accento sulla vocale i, /porˈʧia/; Porcìa in veneto, Purcìa in friulano occidentale e Purcie in friulano standard) è un comune italiano di 14 969 abitanti del Friuli-Venezia Giulia. 

## Origini del nome
Porcia compare per la prima volta in un documento del 1199 («curia de Purciliis»). Sembra riflettere il latino *porcilia, plurale di *porcile "pascolo per i porci".

## Storia

### Medio Evo
Il primo nucleo del castello di Porcia viene edificato intorno al X-XI secolo. La prima data certa risale al 1178 ed è riportata in un documento rogato nel castello.
Porcia, all'epoca non ancora entità autonoma, faceva parte del territorio del vicino centro di Prata.
Tra il 1100 e il 1200 i nobili di Prata-Porcia parteciparono alle varie lotte per la supremazia del trevigiano e del Friuli.
Nel XII secolo Gisla (o Gisella), figlia di Ecelino I il "Balbo" della famiglia degli Ezzelini e di Auria, figlia di Riccardo dei conti da Baone, sposò Guecello I, signore di Prata.
Verso il 1203 i due fratelli della famiglia dei Prata decisero di dividersi i loro beni e nel 1214 definirono i confini e i rispettivi territori.
In questi anni viene collocata la nascita amministrativa del feudo di Porcia. Il feudo era retto dalla famiglia dei Porcia legata al patriarcato di Aquileia e aveva giurisdizione su circa una ventina di ville attorno al castello.

### La Repubblica di Venezia
Nel 1418 la Repubblica di Venezia occupò quasi tutto il Friuli e i conti di Porcia, dopo una prima resistenza, si sottomisero spontaneamente alla Repubblica. Così facendo riuscirono a mantenere intatte le loro prerogative.
La famiglia dei Porcia ebbe una posizione di rispetto nella Repubblica di Venezia e ricoprì importanti cariche politiche e militari. Il conte Silvio di Porcia e Brugnera partecipò eroicamente come capitano alla battaglia di Lepanto; sembra che Agostino Barbarigo, comandante dell'ala sinistra cristiana, sia morto fra le sue braccia.
La dominazione veneta aveva posto fine a un lungo periodo di lotte e aveva dato inizio anche a un lungo periodo di relativa tranquillità, interrotto prima dalle incursioni turche, in particolare quella del 1499, che tuttavia non danneggiò Porcia, e poi dalla guerra della lega di Cambrai nel 1508.
Tale guerra scoppiò perché la potenza della Repubblica di Venezia intralciava le mire espansionistiche di alcuni sovrani stranieri e contrappose Venezia alla lega di Cambrai, formata dall'imperatore Massimiliano I, dal re di Francia Luigi XII, dal re di Spagna Ferdinando il Cattolico, dal Papa Giulio II e da vari principi italiani. La guerra si concluse nel 1510.

### Da Napoleone all'Unità d'Italia
Dopo la caduta di Venezia, Porcia venne coinvolta nelle guerre napoleoniche e fu uno dei centri della battaglia di Sacile (detta anche dei Camolli) tra francesi e austriaci nel 1809.
A partire dal 1815 passò sotto il governo austriaco, sino al congiungimento al Regno d'Italia nel 1866.

### Simboli
Lo stemma e il gonfalone del comune di Porcia sono stati concessi con decreto del Presidente della Repubblica del 28 gennaio 1958.
I gigli sono ripresi dal blasone della famiglia Porcia (d'azzurro, a sei gigli d'oro, disposti 3, 2, 1; al capo d'oro pieno).
Il gonfalone è un drappo troncato di bianco e d'azzurro.

### Onorificenze
A seguito del Decreto del Presidente della Regione Friuli-Venezia Giulia n. 71 del 18 marzo 2003 al comune di Porcia è stato conferito il titolo di città.

## Monumenti e luoghi d'interesse

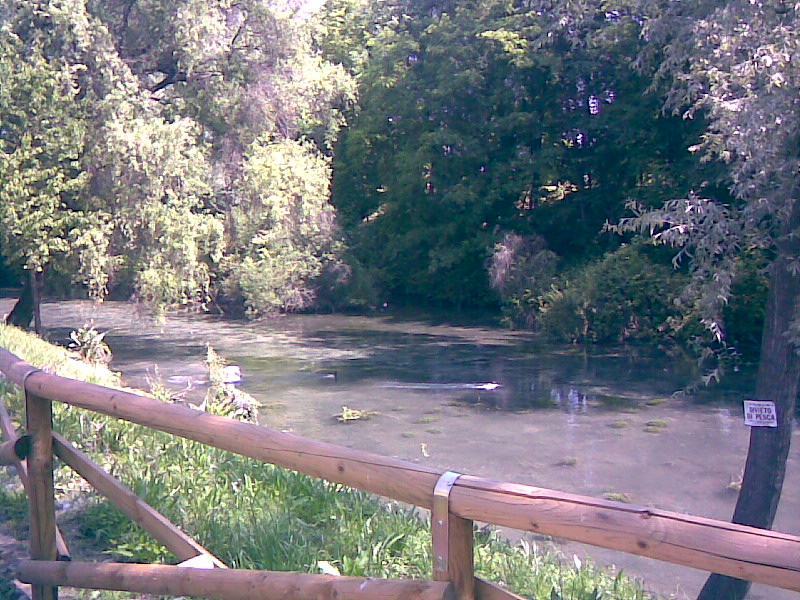
Il rio Bujon, fiumiciattolo di risorgiva, in centro a Porcia

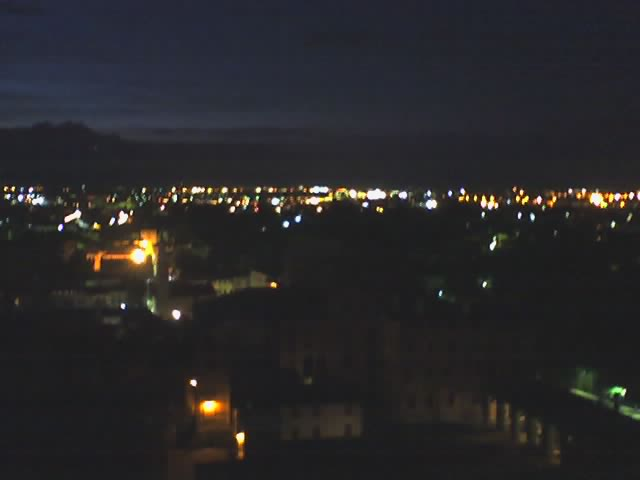
Porcia di notte

### Architetture religiose

#### Chiesa arcipretale di San Giorgio
La chiesa risulta citata per la prima volta in un documento del 1262. Venne probabilmente riedificata nel 1560 e ulteriormente ampliata nel 1846.
All'interno è conservato un coro ligneo intarsiato e scolpito che risale al seicento. Le ante dell'organo raffigurano San Giorgio che uccide il drago, la conversione di San Paolo e l'Annunciazione e sono state dipinte da Isacco Fischer.
Si possono inoltre ammirare le pale di San Giorgio di Jacopo Negretti meglio noto come Palma il giovane e la pala di Santa Lucia di Francesco da Milano.
Accanto alla chiesa si trova il campanile, alto 44 metri, che ha un basamento in pietra quadrangolare risalente al 1488 e venne probabilmente eretto nel 1555. Tale data è stata trovata incisa nell'intonaco interno.
Avrebbe dovuto assomigliare, nell'intenzione originaria, al campanile di San Marco ma la sua costruzione venne, invece, interrotta al raggiungimento dei 44 metri di altezza.
La struttura del campanile consiste in una doppia canna muraria nello spessore della quale sono state ricavate le rampe per la salita.
Al piano terra era situata una botola per l'accesso al locale sottostante. La leggenda racconta che da qui partisse un passaggio segreto che attraversava il castello per poi raggiungere la torre dell'orologio.
San Giorgio è stato adottato come Santo Patrono protettore di Porcia e lo si festeggia il 23 aprile di ogni anno.

#### Chiesa della Beata Vergine Assunta

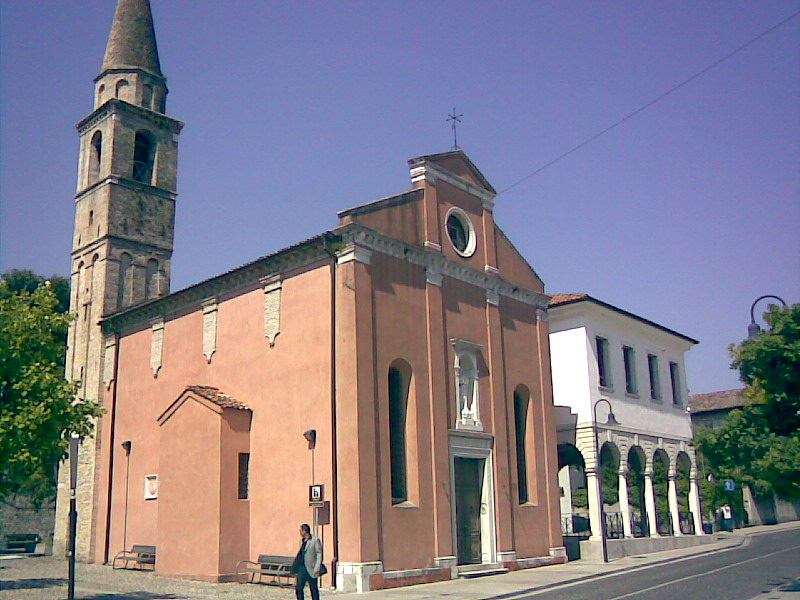
Chiesa della Beata Vergine Assunta

Sebbene le prime testimonianze di questo edificio risalgano al 1369, la chiesa è stata ricostruita, in stile rinascimentale, tra il 1555 e il 1560 e rimaneggiata nel 1892. All'interno si possono ammirare tre altari in legno, intagliati e dorati, risalenti al XVII secolo, opera della bottega dei Ghilarduzzi; dipinti seicenteschi di Isacco Fischer di gusto barocco raffiguranti S. Giovanni Battista, S. Girolamo e quattro Evangelisti; la Pala dell'Assunta di Andrea Vicentino; un crocifisso ligneo "dell'ultimo quarto del XV secolo" e una quattrocentesca Madonna in legno proveniente dalla chiesa di San Michele Arcangelo a Talponedo. Degni di rilievo anche gli affreschi di Girolamo de Stefanelli databili al XVI secolo. Interessante la torre campanaria adiacente alla chiesetta, con cuspide in cotto, di modeste dimensioni ma dalle forme eleganti.

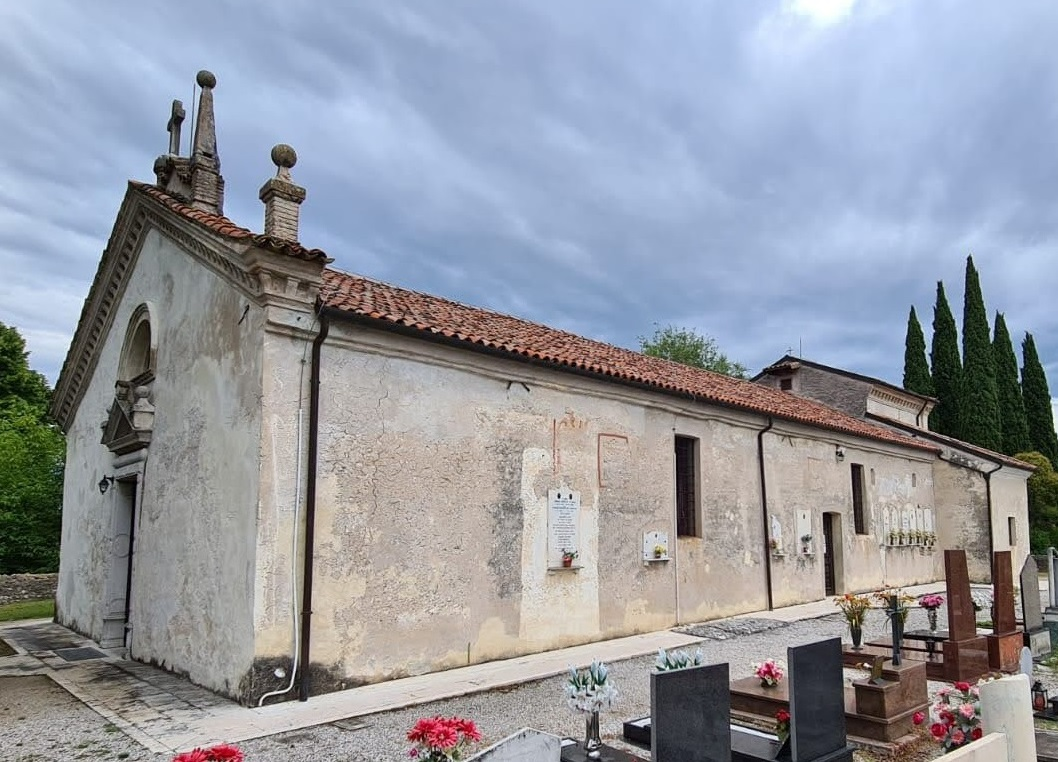
La pieve di San Vigilio

#### Pieve di San Vigilio
La chiesa di San Vigilio si trova nella frazione di Pieve, più precisamente nella centa sorta su un terrapieno rialzato rispetto alla strada. È citata per la prima volta in un documento del 1187, anche se sembra che già nel VI secolo esistesse in loco una chiesa.

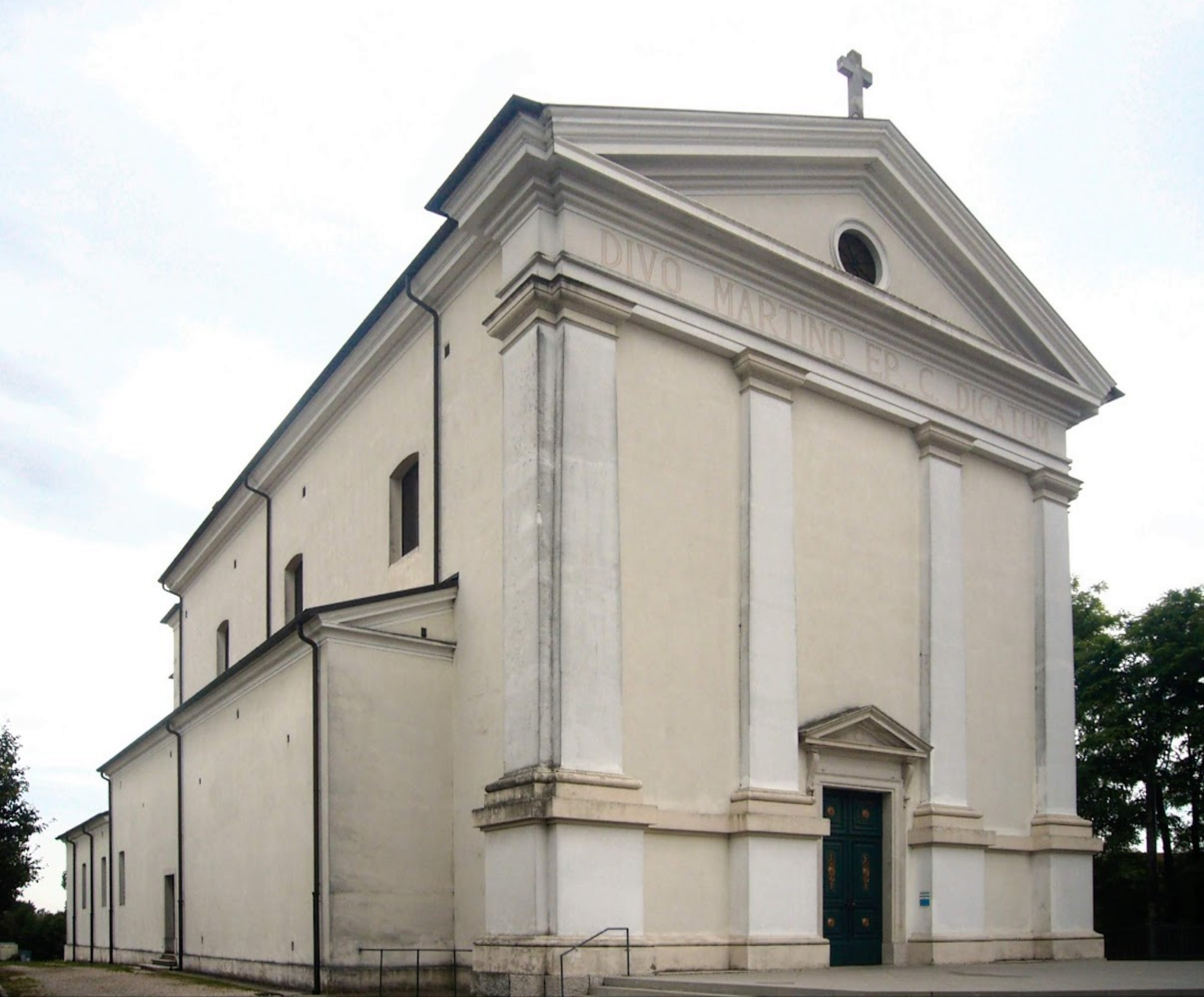
La chiesa dei Santi Martino e Vigilio a Palse

#### Chiesa dei Santi Martino e Vigilio
La chiesa dei Santi Martino e Vigilio è la parrocchiale della frazione di Palse; venne edificata tra il 1902 e il 1906 in sostituzione di una precedente cappella medievale.

#### Chiesa di San Giuseppe
La chiesetta di San Giuseppe sorge in località Spinazzedo; venne costruita nel XVII secolo, mentre il coro fu rifatto nel secolo successivo.
La facciata a capanna presenta al centro il portale d'ingresso e il piccolo rosone, mentre l'interno è composto da un'unica navata.

#### Chiesetta di Sant'Agnese
Nella vicina località di Roraipiccolo sorge la chiesetta di Sant'Agnese. Si tratta di una piccola cappella campestre che risale al XIII secolo. È costituita da una navata unica con il tetto a capanna e le capriate a vista. L'abside ed il campanile sono integrati nella sua struttura.
All'interno ci sono degli affreschi che risalgono a un periodo che va dal XIII al XVI secolo. In particolare, è interessante l'affresco che raffigura una Madonna con bambino tra le sante Agnese e Caterina d'Alessandria attribuito a Pomponio Amalteo.
In seguito ad alcuni restauri è stata scoperta una croce enkolpion probabilmente risalente al XII secolo. Si tratta di una croce bivalve di origine bizantina usata talvolta come reliquiario che si portava appesa al collo. In tre separate cappelle, all'interno della chiesa, vi sono delle sculture della Madonna, di Gesù e di Sant'Agnese.

### Architetture civili

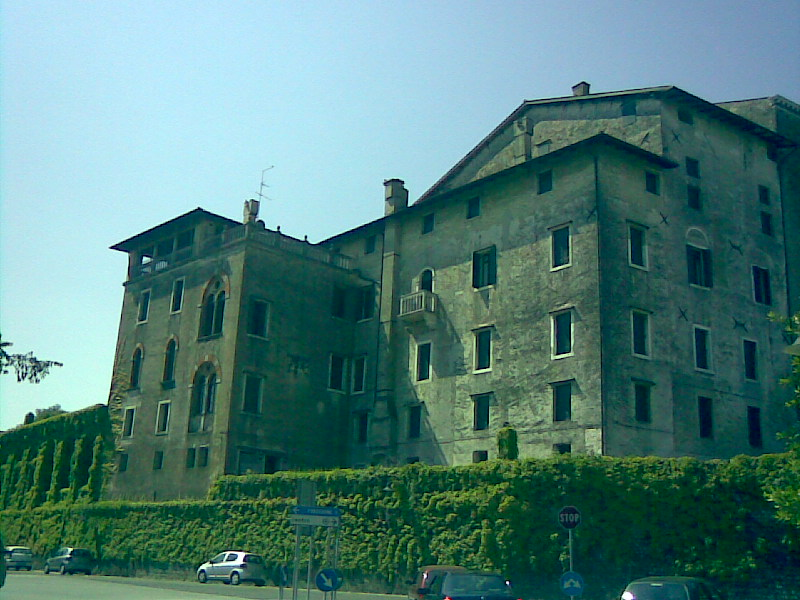
Il castello di Porcia

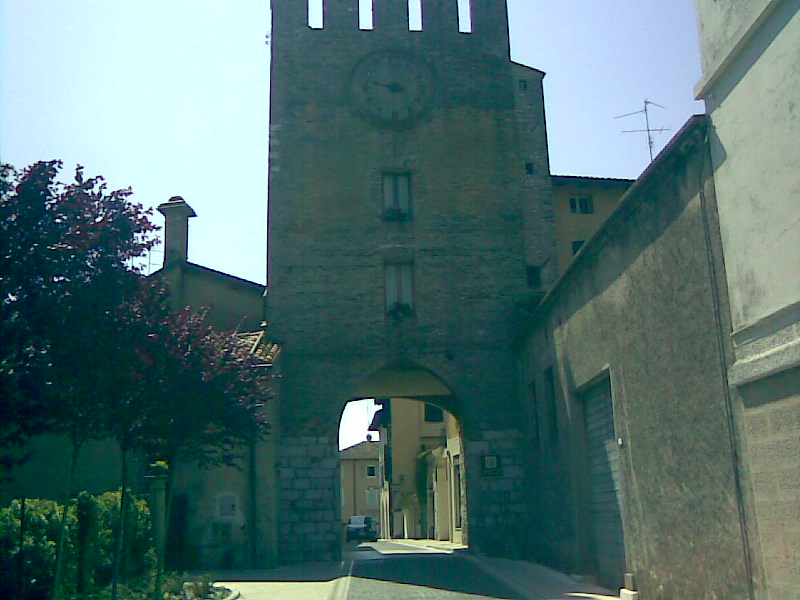
Torre dell'orologio

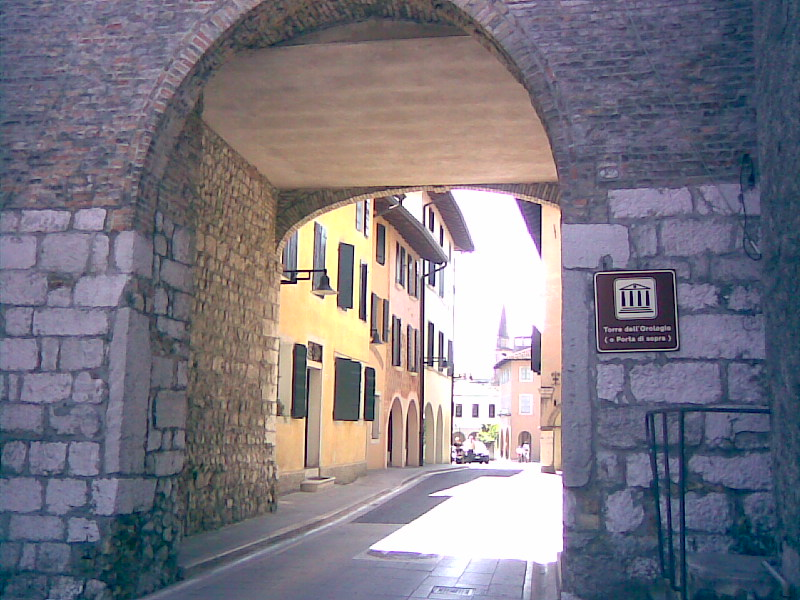
Scorcio sotto la Torre dell'orologio

#### Castello
A partire dal XII secolo il Castello è divenuto dimora permanente della nobile famiglia dei Porcia, che governò queste terre per ben otto secoli. L'edificio divenne, così, il centro di importanti vicende politiche e culturali della storia friulana.
Qui soggiornarono imperatori quali Carlo V (1532) ed Enrico IV di Borbone, apprezzandone, come riportano i memoriali dell'epoca, il buon vino, la cucina e l'ospitalità. Nel corso del tempo il Castello ha subito pesanti devastazioni, soprattutto ad opera di sismi che ne hanno compromesso l'architettura originaria. Le ricostruzioni che sono seguite hanno restituito un complesso eclettico, formato cioè da edifici di stili differenti, come un palazzo rinascimentale e un edificio di gusto veneziano, che si sono affiancati a ciò che è rimasto del vecchio Castello, ossia l'imponente torre centrale d'epoca medievale.
Questo mastio, mozzato sul finire del XIX secolo, risale con ogni probabilità all'anno Mille, anche se alcuni studiosi lo datano addirittura al periodo romano. Nel fabbricato attualmente adibito alle cantine si sono conservati anche alcuni resti del Salone degli Stemmi e dei Diamanti, distrutto da un incendio nel XVI secolo.

#### Centro storico
Il centro storico di Porcia conserva altri edifici di notevole interesse civile, come il Palazzo Novo del Vescovo, costruito su progetto di Tommaso e Francesco Contini nel XVII secolo, per volontà di Girolamo di Porcia, Vescovo di Adria; il cinquecentesco Palazzo del Feudo, impreziosito da una teoria di statue pagane in stucco; la Loggia Municipale, anch'essa risalente al '500.
Torre dell'orologio
Si tratta di una tipica torre portaia che serviva a difendere l'accesso al paese e in passato era dotata di un ponte levatoio per superare un fosso difensivo. Sulla torre era posta una campanella utilizzata per segnalare l'avvistamento dei nemici e per scandire la vita civile del borgo. La campanella era datata 1474 e venne asportata nel corso della prima guerra mondiale dall'Imperial regio Esercito austro-ungarico. Nella stanzetta all'ultimo piano si trova l'antico meccanismo dell'orologio. L'orologio è composto da due quadranti: uno rivolto all'interno e l'altro all'esterno del paese. A causa di un guasto al meccanismo l'orologio non è in funzione.

#### Villa Correr-Dolfin
Si tratta di una delle più importanti ville venete della regione.
La villa è stata costruita tra la fine del XVII secolo e l'inizio del XVIII secolo dalla nobile famiglia veneziana dei Correr, poi nell'Ottocento è diventata di proprietà della famiglia Dolfin.
Si tratta di una villa a pianta quadrata che si innalza per due piani con due ampie scale di accesso.
All'interno ci sono ampi saloni con pareti ornate di affreschi in stile barocco e soffitti alla sansovina.
La villa sorge all'interno di un ampio parco che comprende un cortile d'onore con varie statue, una barchessa e una chiesetta.
Nel parco oltre ad alcune polle di risorgive esiste un piccolo laghetto che nel passato veniva adibito anche a peschiera.
Accanto al parco scorre il rio Brentella. Questo piccolo corso d'acqua serviva in passato per il trasporto dei tronchi di faggio dalle montagne al fiume Noncello da dove poi proseguivano verso il mare sino a Venezia. I diritti d'acqua del canale appartenevano alla famiglia Correr e costituivano una fonte di reddito importante.
La villa è chiusa al pubblico mentre la barchessa è sede dell'Associazione Amici della Musica "Salvador Gandino", rinomata per il prestigioso Concorso Internazionale "Città di Porcia". Il parco è visitabile. Non si conoscono i reali motivi ma la villa è rimasta pressoché disabitata dagli inizi del 1700 ed è di proprietà del Comune di Porcia.

#### Municipio
Il municipio è stato progettato negli anni Settanta da Adalberto Burelli e Augusto Romano Burelli ispirandosi al periodo purista dell'architetto Le Corbusier.

## Società

### Evoluzione demografica
Abitanti censiti

### Lingue e dialetti
Comune originariamente friulanofono, Porcia ha in seguito adottato il dialetto veneto pordenonese. Una ricerca condotta da Alberto Zamboni nel 1967 notava come a Palse, pur in avanzata fase di venetizzazione, sopravvivesse ancora qualche traccia di friulano.

## Geografia antropica

### Frazioni

#### Palse
Presso la chiesa parrocchiale di San Martino si conservano i dipinti ottocenteschi di Ignazio Kollman (Madonna con Bambino e San Martino e il povero), un affresco di Giuseppe De Lorenzi, raffigurante il Giudizio Universale e la Pala del Rosario, attribuita al carnico Osvaldo Gortanutti.

#### Pieve
In località Pieve sorge la pieve di San Vigilio, citata fin dal XIII secolo (con attestazione già nel 1187), affiancata da un campanile con cella a monofora e tetto a capanna. Nonostante i rimaneggiamenti seicenteschi, gli interni conservano parte dei preziosi affreschi della seconda metà del XIII secolo e l'acquasantiera del Pavanello (1643).

#### Sant'Antonio
La località ospita l'Electrolux Italia (già Industrie Zanussi), opera tra le più famose dell'architetto Gino Valle (1959-1965), e la Chiesa di Sant'Antonio di Silvano Varnier, espressione della nuova concezione dello spazio sacro. Nella chiesa è esposto un crocifisso ligneo del cinquecento trovato nella soffitta della chiesetta di Palse, restaurato successivamente dal parroco. All'interno vi sono inoltre due statue: una della Madonna con Gesù Bambino e l'altra con il Santo della parrocchia, opera dello scultore veneziano Antonio Dal Zotto compiuta nel 1861.

#### Talponedo
Nella frazione sorge il tempietto dedicato a San Michele Arcangelo, in forme settecentesche con opere d'arte lapidee e lignee.
In passato questo edificio, la cui esistenza è già confermata da documenti del Duecento, fu adibito pure a funzioni di ospedale e di ospizio per i pellegrini. Di interesse storico vi è infine la casa padronale settecentesca in via Bagnador.

#### Rorai Piccolo
Nella frazione è ubicata l'imponente complesso di Villa Correr Dolfin, con barchesse laterali e edifici annessi, residenza estiva dell'ultimo doge di Venezia, ora di proprietà comunale. Lungo la medesima strada si trova anche la cinquecentesca villa Goretti-Del Ben-Zanotto, danneggiata durante il primo conflitto mondiale, che venne donata dalla famiglia Zanotto al comune che la utilizzò come edificio scolastico. Infine, Rorai Piccolo ospita l'antica cappella campestre dedicata a Sant'Agnese, risalente al XIII secolo.

## Amministrazione

Il gonfalone comunale

| Periodo        | Periodo        | Primo cittadino   | Partito                     | Carica  | Note |
| -------------- | -------------- | ----------------- | --------------------------- | ------- | ---- |
| 9 luglio 1990  | 8 maggio 1995  | Tarcisio Bianchin | Democrazia Cristiana        | Sindaco |      |
| 8 maggio 1995  | 14 giugno 1999 | Nicola Zille      | Lega Nord                   | Sindaco |      |
| 16 giugno 1999 | 14 giugno 2004 | Nicola Zille      | Lega Nord                   | Sindaco |      |
| 15 giugno 2004 | 8 giugno 2009  | Stefano Turchet   | Lista civica (centrodestra) | Sindaco |      |
| 8 giugno 2009  | 25 maggio 2014 | Stefano Turchet   | Lista civica (centrodestra) | Sindaco |      |
| 9 giugno 2014  | 27 maggio 2019 | Giuseppe Gaiarin  | PD                          | Sindaco |      |
| 27 maggio 2019 | in carica      | Marco Sartini     | Lega                        | Sindaco |      |

### Gemellaggi
- Berettyóújfalu
- Spittal an der Drau, dal 1987